# Eurípides Fernandes
Píter, właśc. Eurípides Fernandes (ur. 24 kwietnia 1940 w Igarapavie) – brazylijski piłkarz, występujący na pozycji obrońcy.

## Kariera klubowa
Karierę piłkarską Píter rozpoczął w Américe São José do Rio Preto w 1956 roku. Z Américą awansował do I ligi stanowej São Paulo w 1957 roku. W latach 1960–1973 występował w Comercialu Ribeirão Preto. Z Comercialem zdobył Campeonato Paulista do Interior w 1966 roku. W latach 1973–1976 był zawodnikiem Atlético Goianiense w którym zakończył karierę w 1976 roku.

## Kariera reprezentacyjna
W reprezentacji Brazylii Píter zadebiutował 27 marca 1963 w zremisowanym 2-2 meczu z reprezentacją Ekwadoru w Copa América 1963, na której Brazylia zajęła czwarte miejsce. Był to jego jedyny występ w reprezentacji.